# Hinrich Just Müller
Pour les articles homonymes, voir Müller.
Hinrich Just Müller (né en 1740 à Fürstenau; mort le 13 août 1811 à Wittmund) est un facteur d'orgue allemand originaire de la région d'Osnabrück mais actif principalement en Frise orientale. Il a été baptisé le 6 février 1740 à Fürstenau.

## Biographie
Müller est mentionné pour la première fois en 1760 en tant que facteur d'orgue (compagnon de Johann Hinrich Klapmeyer d'Oldenbourg, pour la construction du pédalier de l'orgue à Ganderkesee). Un an plus tard il s'installe à Wittmund et y termine en 1762 dans le village de Funnix le chantier de Johann Friedrich Constabel (de). Celui-ci mort en décembre, Hinrich reprend son atelier et épouse en 1763 Maria Rötchers. De ce mariage naissent six enfants dont son fils ainé Just Hinrich Müller, (il s'appelle en réalité Jobst Wilhelm Henrich), qui deviendra également facteur d'orgue et s'installera de façon indépendante à Fürstenau. La dernière activité de Hinrich Just Müller est documentée en 1809 à Wittmund où il entreprend des réparations sur son propre orgue.

## Réalisations
La liste ce-dessous présente les créations de Hinrich Just Müller qui sont pour la plupart conservées. À cela s'ajoutent les divers travaux de réparation et de rénovation. Il a travaillé dans plus de cinquante endroits et il était généralement considéré comme un homme d'affaires sérieux et pratique mais dont le potentiel artistique était insuffisant. Son concurrent principal était Johann Friedrich Wenthin (de) de Emden.
La taille de l'instrument est indiquée dans la cinquième colonne par le numéro de manuel et le numéro du registre à l’œuvre dans la sixième colonne. Un « P » majuscule indique une pédale indépendante, un « p » minuscule dans le cas contraire.
| Année     | Lieu                       | Église                                 | Image | Manuel | Registre | Remarques |
| --------- | -------------------------- | -------------------------------------- | ----- | ------ | -------- | --- |
| 1760–1762 | Funnix                     | Église Saint Florian                   |       | I/p    | 8        | Création par Johann Friedrich Constabel, terminé par Müller après la mort du premier. |
| 1759–1765 | Dunum                      | Église de Dunum                        |       | I/p    | 9        | Création; conservé. |
| 1766      | Midlum                     | Église de Midlum                       |       | I/p    | 9        | Création; conservé; le positif de dos est à trappe comme à Engerhafe et Manslagt. |
| 1772      | Holtrop                    | Église de Holtrop                      |       | I/p    | 8        | Création; conservé. |
| 1773–1775 | Nortmoor                   | Église Saint Georges (Nortmoor)        |       | I/p    | 8        | Création; conservé. |
| 1774–1775 | Engerhafe                  | Église Jean le baptiste (Engerhafe)    |       | II/p   | 13       | Création mit Haupt- und Brustwerk; Le postif de dos in der Brüstung est à trappe; Gehäuse mit originalen Prospektpfeifen erhalten, deren Eselsrücken-Labien auf ein älteres Datum hinweisen (probablement gothique tardif). |
| 1776      | Wittmund                   | Église Saint Nicolas (Wittmund)        |       | II/p   | 17       | Création; seul le buffet est conservé. |
| 1777      | Simonswolde                | Église de Simonswolde                  |       | I/p    | 7        | Création; conservé. |
| 1776–1778 | Manslagt                   | Église de Manslagt                     |       | II/p   | 15       | Création; conservé; le positif de dos est à trappe. |
| 1780–1781 | Carolinensiel              | Église de Carolinensiel                |       | II/p   | 11       | Création; conservé. |
| 1782      | Remels                     | Église Saint Martin (Remels)           |       | II/p   | 15       | Création; conservé; Müller a intégré un ancien positif probablement de Johann Friedrich Constabel (I/5, 1733) comme positif de dos.                                                                                         |
| 1784–1786 | Middels                    | Église de Middels                      |       | I/p    | 8        | Création; conservé. |
| 1789      | Dissen am Teutoburger Wald | Église Saint Maurice                   |       |        |          | |
| 1793      | Loquard                    | Église de Loquard                      |       | I/p    | 8        | Création; seul le buffet est conservé. |
| 1793      | Leer                       | Église luthérienne (Leer)              |       | II/P   | 30       | Création; seul le buffet est conservé. |
| 1793      | Bunde                      | Église réformée (Bunde)                |       | II/p   | 22       | Création; seul le buffet est conservé. |
| 1795      | Wüppels                    | Église luthérienne                     |       | I/p    | 6        | Création; seul le buffet est conservé. |
| 1797      | Leerhafe                   | Église Cécile et Margarethe (Leerhafe) |       |        |          | Création; n'a pas été conservé. |
| 1796–1798 | Neermoor                   | Église réformée (Neermoor)             |       | I/p    | 11       | Création; conservé. |
| 1799      | Arle                       | Église Boniface (Arle)                 |       | II/p   | 18       | Création; construction en collaboration avec Johann Gottfried Rohlfs (de); conservé. |
| 1803–1804 | Woquard                    | Marienkirche (Woquard)                 |       | I/p    | 9        | Création; conservé. |